# Webnode
Webnode è un sistema per la creazione di siti web online sviluppato dalla Westcom s.r.o., azienda informatica con sede a Brno in Repubblica Ceca.
Webnode è stato paragonato ad altri sistemi come Weebly. Offre, insieme all'host, strumenti per il design, permettendo agli utenti di creare siti in modalità drag and drop, blog, forum, gallerie fotografiche, caselle con feedback e simili.

## Storia
Westcom, Ltd. iniziò lo sviluppo di Webnode nel settembre 2006, con il lancio ufficiale, 16 mesi più tardi, nel gennaio 2008.
Originariamente nel 2002, l’azienda sviluppatrice Westcom creò applicazioni on line per i clienti e sviluppò un sistema che potessero usare in maniera facile per i programmatori per lanciare a creare nuovi siti web. Da questo sistema framework venne l’idea di creare uno strumento di creazione di siti web per utenti non tecnici.
La prima versione ad essere lanciata fu quella ceca e successivamente anche la slovacca diventò operativa all'inizio di giugno. Per la fine del 2008 Webnode aveva già più di 200 000 utenti in più di 80 Paesi in tutto il mondo, inclusi Stati Uniti, Spagna e Cina. Due anni dopo, nel 2010 il numero di utenti aumentò di più 200 000 000 utenti con più di 20 diverse versioni linguistiche.

## Caratteristiche
Webnode è un costruttore drag-and-drop di siti web online, presenta 3 soluzioni differenti: sito personale, sito aziendale e e-commerce.
Il sistema può essere utilizzato tramite la maggior parte dei browser come Internet Explorer, Mozilla Firefox, Netscape, Google Chrome, Safari and Opera.
Una caratteristica importante di Webnode è la possibilità di creare e modificare il sito web da uno smartphone connesso a internet.

## Servizi
Il sistema è offerto come Freemium business model con una versione gratis con delle limitazioni e la possibilità di aggiornare ai pacchetti Premium che offrono maggior spazio, banda larga e caratteristiche extra.

## Premi e riconoscimenti
- Vincitore Silver alla Startup Competition a Le Web '08 di Parigi[8][9]